# Edward Ives
Pour les articles homonymes, voir Ives.
Edward Ashley Ives est un rameur américain né le 3 janvier 1961 à Mount Kisco (État de New York).

## Biographie
Edward Ives participe à l'épreuve de quatre avec barreur aux Jeux olympiques d'été de 1984 à Los Angeles avec comme partenaires Michael Bach, Thomas Kiefer, Gregory Springer et John Stillings. Les cinq Américains remportent la médaille d'argent. Il est présent aux Jeux olympiques d'été de 1988 à Séoul lors de l'épreuve de deux de couple et termine neuvième.